# Illustrations of West American Oaks
Illustrations of West American Oaks, abreviado Ill. W. Amer. Oaks, es un libro con ilustraciones y descripciones botánicas que fue escrito por el botánico, micólogo y pteridólogo estadounidense Edward Lee Greene y publicado en San Francisco en dos partes en los años 1889 - 1890.